# مارغريت ستورس غرايرسون
مارغريت ستورس غرايرسون (بالإنجليزية: Margaret Storrs Grierson)‏ هي أمينة الأرشيف أمريكية، ولدت في 27 يونيو 1900 في دنفر في الولايات المتحدة، وتوفيت في 12 ديسمبر 1997 في Leeds, Massachusetts ‏ في الولايات المتحدة.